# Чернин, Александр Михайлович
Алекса́ндр Миха́йлович Черни́н (венг. Csernyin Alexander; 6 марта 1960, Харьков) — венгерский, ранее советский шахматист, гроссмейстер (1985). Победитель Первого командного чемпионата мира в составе команды СССР (1985). Тренер.

## Биография
Учился в 36-й школе Харькова, увлеченно разыгрывал шахматные партии, даже на уроках. Первых успехов добился в юношеских соревнованиях: чемпион Европы (1979/80), в чемпионате мира (1979) — 2-е место. С 1985 года участник ряда чемпионатов СССР, лучшие результаты: 1985 — 1—3-е место, 1987 — 5—6-е место. С 1985 года участник соревнований на первенство мира; межзональные турниры: Тунис (1985) — 4—5-е место (выиграл дополнительный матч у В. Гаврикова — 3 1/2—2 1/2), Суботица (1987) — 8—9-е; турнир претендентов — Монпелье (1985) — 8—9-е место. В составе сборной команды СССР победитель 1-го командного чемпионата мира (1985); лучший результат на 1-й запасной доске — 5 очков из 7. Лучшие результаты в других международных соревнованиях: Амстердам (1980, турнир мастеров) — 1-е место; Сьенфугос (1981) — 2—3-е; Бангалор (1981) — 3—4-е; Копенгаген (1984) — 1-е; Стари-Смоковец (1985) — 1-е; Сомерсет (1986) — 2—7-е (480 участников); Реджо-нель-Эмилия (1986/87) — 2—5-е; Амстердам (1987) — 5-е место.
С 1992 года проживает в Венгрии. Выступал за Венгрию на шахматных олимпиадах (1994, 1996) и командных чемпионатах Европы (1992, 1997, 1999). Многократный победитель командных чемпионатов Венгрии и Австрии.

## Сочинения
- The Pirc Defense (совместно с Jan R. Cartier) — Dallas, 1997.
- Pirc alert! : a complete defense against 1. e4 (совместно с Львом Альбуртом) — New York, 2001
2-е изд. (совместно с Львом Альбуртом и Элом Лоуренсом) — New York, 2009

## Изменения рейтинга
| Графики недоступны из-за технических проблем. См. информацию на Фабрикаторе и на mediawiki.org. |